# Tibenede krebsdyr
De tibenede krebsdyr (Decapoda) bliver sædvanligvis betragtet som en orden, selv om nogen betragter dem som en underklasse eller en underorden.
De tibenede krebsdyr omfatter mange velkendte krebsdyr: krabber, hummere, rejer, flodkrebs og eremitkrebs.
Som navnet indikerer har tibenede krebsdyr ti ben.
- Orden Decapoda (tibenede krebsdyr)
  - Underorden Dendrobranchiata
    - Overfamilie Penaeoidea (Penaeide rejer)
      - Familie Penaeidae (Slægt Parapenaeus, Penaeus)
      - Familie Aristeidae (Slægt Gennadas, Hepomadus)
      - Familie Solenoceridae (Slægt Hadropenaeus, Haliporoides, Hymenopenaeus, Mesopenaeus, Pleoticus, Solenocera)
      - Familie Sicyoniidae (Slægt Sicyonia)

    - Overfamilie Sergestoidea (Sergestoide rejer)
      - Familie Sergestidae (Slægt Acetes)
        - Underfamilie Sergestinae (Slægt Sergestes)
        - Underfamilie Luciferinae (Slægt Lucifer)

  - Underorden Pleocyemata
    - Infraorden Caridea Ægte rejer (tidligere Natantia) (Atyopsis moluccensis, (Glasreje Phasiphaea tarda), Knipsereje, (Grønlandsreje Dybvandsreje Nordsøreje Pandalus borealis)
    - Infraorden Stenopodidea
      - familie Stenopodidae

    - Infraorden Thalassinidea
      - Overfamilie Thalassinoidea

    - Infraorden Astacidea
      - Overfamilie Parastacoidea
      - Overfamilie Astacoidea (flodkrebs)
      - Overfamilie Nephropoidea ( hummer, (Jomfruhummer, dybvandshummer Nephrops norvegicus)...)

    - Infraorden Palinura (Languster)
      - Overfamilie Glypheoidea
      - Overfamilie Eryonoidea
      - Overfamilie Palinuroidea

    - Infraorden Anomura (Eremitkrebs, Troldkrabbe...)
      - Overfamilie Coenobitoidea (Palmetyv)
      - Overfamilie Paguroidea
      - Overfamilie Galatheoidea (Kiwa hirsuta...)
      - Overfamilie Hippoidea

    - Infraorden Brachyura (krabber, strandkrabbe...)